# Koutiala (flygplats)
Koutiala är en flygplats i Mali. Den ligger i den södra delen av landet, 280 km öster om huvudstaden Bamako. Koutiala ligger 365 meter över havet. Den ligger utanför staden Koutiala. 
Terrängen runt Koutiala är platt. Runt Koutiala är det ganska tätbefolkat, med 139 invånare per kvadratkilometer.